# Johann Gottlieb Naumann
Johann Gottlieb Naumann (Blasewitz, 17 aprile 1741 – Dresda, 23 ottobre 1801) è stato un compositore tedesco.

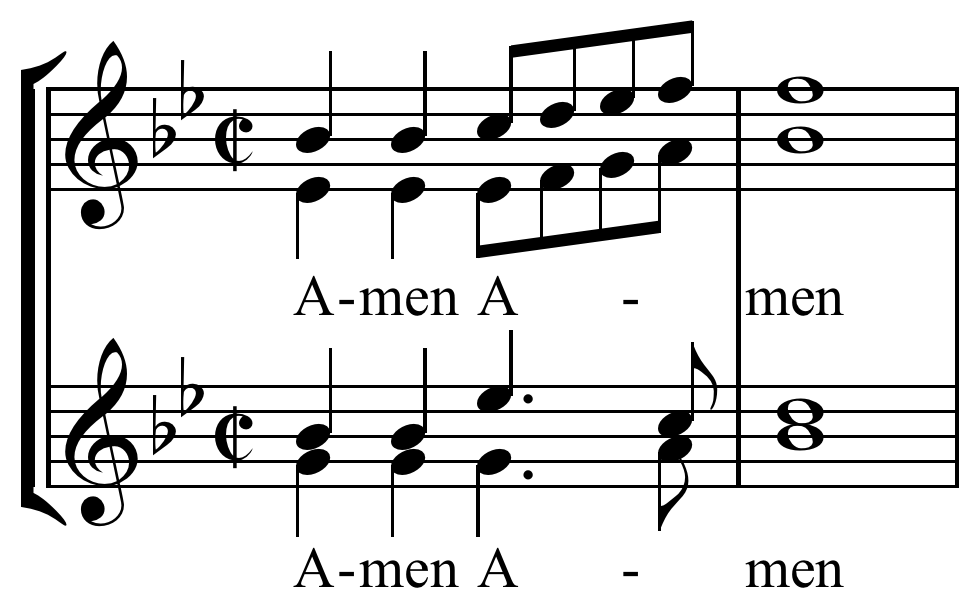
L'Amen di Dresda, una sequenza di note composta da Johann Gottlieb Naumann.

Ricevette probabilmente le prime lezioni di strumenti a tastiera e di organo nella sua città natale. Più tardi diventò studente della Kreuzschule di Dresda e membro del Dresdner Kreuzchor, dove poté studiare con l'organista e kreuzkantor Gottfried August Homilius, un allievo di Johann Sebastian Bach.
Nel maggio del 1757 si recò in Italia, dove fino al 1762 fu allievo a Padova di Giuseppe Tartini, a Bologna di Padre Martini e a Venezia di Johann Adolf Hasse. In questo periodo scrisse le sue prime composizioni. A Venezia nel 1762 rappresentò la sua prima opera, l'intermezzo Il tesoro insidiato; nello stesso anno fece ritorno in Germania.
Iniziò la sua carriera musicale nel 1764 alla corte di Dresda come secondo compositore della musica sacra e da camera. Successivamente compì altri due viaggi in Italia, 1765-1768 e 1772-1774, durante i quali incremento notevolmente la sua fama di compositore d'opere. Grazie soprattutto ai successi ottenuti presso i teatri italiani nel 1776 fu nominato maestro di cappella della corte di Dresda, dove cinque anni dopo compose Osiride, considerata un esempio della tradizione musicale massonica.
Nel 1777 fu chiamato al servizio della cappella del re svedese Gustavo III, dove collaborò alla riorganizzazione della stessa e alla pianificazione operistica a fianco del re. L'opera di Stoccolma fu inaugurata nel 1782 con la sua tragedia Cora och Alonzo (opera in lingua svedese). Seguì nel 1786 con la messa in scena di un'altra opera nazionale, Gustaf Wasa, tragedia con la quale ottenne numerosissimi consensi da parte del pubblico svedese.
Durante questi anni fu operativo come operista anche a Copenaghen (tra il 1785 e il 1786), dove rappresentò Orpheus og Eurydike (in lingua danese), e a Berlino (tra il 1788 e il 1789), dove lavorò al servizio del re prussiano Federico Guglielmo II. Accanto alle opere italiane, svedesi e danesi, seppe anche farsi valere come un apprezzato compositore di musica sacra. Naumann fu dopo Hasse, il quale fu occupato presso la corte sassone fino al 1763, la personalità musicale più significativa di Dresda; egli infatti fu nominato nel 1786 in questa città maestro di cappella a vita. Nel 1792 sposò Catarina von Grodtschilling, figlia di un ammiraglio danese e nel 1801 morì a Dresda.
Johann Gottlieb Naumann fu padre del geologo Georg Amadeus Carl Friedrich Naumann.